# Charley Taylor
Charles Robert Taylor (Grand Prairie, 28 settembre 1941 – Sterling, 19 febbraio 2022) è stato un giocatore di football americano statunitense che ha giocato nel ruolo di wide receiver per tutta la carriera con i Washington Redskins della National Football League (NFL). Al college ha giocato a football all’Università statale dell'Arizona. È stato inserito nella Pro Football Hall of Fame nel 1984.

## Carriera professionistica
Taylor fu scelto come terzo assoluto nel Draft NFL 1964 dai Washington Redskins. Fu premiato come rookie dell'anno dopo aver giocato la sua prima stagione nel ruolo di running back ed essere divenuto il primo debuttante negli ultimi venti anni ad aver terminato nella top 10 sia in yard corse (sesto con 755 yard) che ricevute (ottavo con 53 ricezioni per 814 yard). Quelle 53 ricezioni furono il record assoluto per un running back all'epoca.
Malgrado il successo avuto come running back, Taylor fu spostato nel ruolo di wide receiver nel 1966, guidando la NFL in ricezioni sia nel 1966 che nel 1967. Conservò quel ruolo per tutto il resto della carriera, pareggiando il record di 7 stagioni con almeno 50 ricezioni Il 21 dicembre 1975, Taylor divenne il leader di tutti i tempi con la ricezione numero 634 della carriera, nella gara finale della stagione contro i Philadelphia Eagles.
Taylor si ritirò dopo la stagione 1977 in cima alla classifica NFL di tutti i tempi con 649 ricezioni per 9.110 yard e 79 touchdown su ricezione, più altri 11 su corsa.

## Palmarès
- (8) Pro Bowl (1964, 1965, 1966, 1967, 1972, 1973, 1974, 1975)
- (6) All-Pro
- Rookie dell'anno UPI (1964)
- Formazione ideale della NFL degli anni 1960
- 70 Greatest Redskins
- Washington Redskins Ring of Fame
- Pro Football Hall of Fame (classe del 1984)